# Antonín Bedřich I. Mitrovský
Antonín Bedřich I. (starší) hrabě Mitrovský z Mitrovic a Nemyšle (20. května 1770 Brno – 1. září 1842 Vídeň) byl osvícenec, moravský gubernátor a nejvyšší český a první rakouský kancléř.

## Rodina
Pocházel z rodu Mitrovských z Nemyšle. Narodil se jako syn moravského nejvyššího komorníka a pozdějšího prezidenta moravskoslezského apelačního soudu hraběte Jana Křtitele Mitrovského a jeho první ženy hraběnky Josefy Pergenové. Bratr jeho nevlastní matky Marie Anny Ugartové byl nejvyšší český a první rakouský kancléř Alois Ugarte. Přírodovědec Jan Nepomuk Mitrovský byl jeho bratrancem.
V roce 1797 se oženil s hraběnkou Leopoldinou Klebelsbergovou. Jejich syn Antonín Bedřich se stal prezidentem nejvyššího zemského soudu v Praze, Josef se stal generálem a rytířem maltézského řádu a dcera Leopoldina se provdala za barona Josefa Honrichse.

## Kariéra
Po studiích na Tereziánské akademii ve Vídni nastoupil v roce 1791 jako koncepční praktikant k české dvorské kanceláři, odkud po roce přešel jako krajský komisař do Brna a odtud v roce 1796 na stejnou pozici do Krakova. Téhož roku se stal jihlavským krajským hejtmanem, v roce 1797 poté hejtmanem znojemského kraje. V roce 1799 byl povolán jako městský hejtman do Vídně. V roce 1801 se stal radou u dvorského policejního úřadu. V roce 1802 byl jmenován tajným radou a místopředsedou dolnorakouské vlády a poté v roce 1804 českého gubernia. Po roce 1806 odešel na vlastní žádost do výslužby (z politických důvodů, kvůli aféře Christiána Karla Andrého). Roku 1815 se do veřejného života vrátil jako moravský zemský hejtman a guvernér. Byl jedním ze spoluzakladatelů Františkova muzea v Brně, kterému věnoval mu rozsáhlé mineralogické sbírky. Měl podíl i na rozšíření stavovského archivu a zahájení vydávání ediční řady Codex diplomaticus Moraviae. Podpořil také vydávání moravské topografie Řehoře Wolného. V Brně se zasloužil o vznik dnešních Denisových sadů, kde také byl odhalen dosud stojící obelisk na počest císaře Františka I. Zasadil se také o povýšení lycea v Olomouci na Františkovu univerzitu. Roku 1827 byl jmenován českým a rakouským dvorským kancléřem a prezidentem dvorské studijní komise. Od roku 1830 až do své smrti potom zastával úřad nejvyššího českého a prvního rakouského dvorského kancléře. Je pochován v rodinné hrobce v Doubravníku. Jeho velkou knihovnu zakoupili bratři Kleinové z Wiesenbergu a umístili ji na zámku v Loučné nad Desnou, který koupili od Mitrovského dědiců.
Vlastnil panství Loučná nad Desnou, Moravec a Mitrov na Moravě.
V roce 1801 byl jmenován čestným občanem Vídně. Roku 1830 byl vyznamenán velkokřížem Leopoldova řádu, jehož se stal i kancléřem, roku 1836 mu byl udělen Řád zlatého rouna.

### Portréty
- Rytina Blasia Höfela podle kresby A. Richtera (1842)
- Litografie Franze Eybla podle obrazu Friedricha Johanna Gottlieba Liedera
- Litografie Josefa Kriehubera
- Ocelorytina Franze Xavera Eisnera podle obrazu Friedricha Johanna Gottlieba Liedera
- Nesignovaná litografie